# Trofeo Matteotti 2013
De 67e editie van de wielerwedstrijd Trofeo Matteotti werd gehouden op 28 juli 2013. De wedstrijd maakt deel uit van de UCI Europe Tour 2013. De titelverdediger was de Italiaan Pierpaolo De Negri. De Zwitser Sébastien Reichenbach werd de winnaar van deze editie.

## Deelnemende ploegen
Professionele continentale ploegen
- Bardiani Valvole-CSF Inox
- Androni Giocattoli
- Vini Fantini-Selle Italia
- Colombia
- Team RusVelo
- MTN-Qhubeka
- IAM Cycling

Continentale ploegen
- Ceramica Flaminia-Fondriest
- Amore & Vita
- Meridiana Kamen
- WSA-Viperbike
- Continental Team Astana
- Team Nippo
- Utensilnord Ora24.eu
- Lokosphinx

## Rituitslag
| Plaats | Naam                  | Ploeg                     | Tijd     |
| ------ | --------------------- | ------------------------- | -------- |
| 1      | Sébastien Reichenbach | IAM Cycling               | 4u47'22" |
| 2      | Johann Tschopp        | IAM Cycling               | z.t.     |
| 3      | Enrico Battaglin      | Bardiani Valvole-CSF Inox | +48"     |
| 4      | Leonardo Pinizzotto   | Team Nippo                | z.t.     |
| 5      | Mauro Finetto         | Vini Fantini-Selle Italia | z.t.     |
| 6      | Ivan Rovny            | Ceramica Flaminia         | z.t.     |
| 7      | Fabio Taborre         | Vini Fantini-Selle Italia | z.t.     |
| 8      | Arkimedes Arguelyes   | Lokosphinx                | z.t.     |
| 9      | Luca Mazzanti         | Vini Fantini-Selle Italia | z.t.     |
| 10     | Davide Mucelli        | Ceramica Flaminia         | z.t.     |

## Startlijst
Dit was de volledige startlijst van de Trofeo Matteotti 2013.

### Vini Fantini-Selle Italia
| Rugnummer | Naam               | Prestaties | Opmerkingen | Klassering |
| --------- | ------------------ | ---------- | ----------- | ---------- |
| 1         | Pierpaolo De Negri |            |             |            |
| 2         | Francesco Failli   |            |             |            |
| 3         | Mauro Finetto      |            |             |            |
| 4         | Oscar Gatto        |            |             |            |
| 5         | Luca Mazzanti      |            |             |            |
| 6         | Cristiano Monguzzi |            |             |            |
| 7         | Matteo Rabottini   |            |             |            |
| 8         | Fabio Taborre      |            |             |            |

### Androni Giocattoli
| Rugnummer | Naam                 | Prestaties | Opmerkingen | Eindklassering |
| --------- | -------------------- | ---------- | ----------- | -------------- |
| 11        | Franco Pellizotti    |            |             |                |
| 12        | Fabio Felline        |            |             |                |
| 13        | Emanuele Sella       |            |             |                |
| 14        | Riccardo Chiarini    |            |             |                |
| 15        | Miguel Ángel Rubiano |            |             |                |
| 16        | Marco Frapporti      |            |             |                |
| 17        | Alessandro Malaguti  |            |             |                |
| 18        | Diego Rosa           |            |             |                |

### Amore & Vita
| Rugnummer | Naam               | Prestaties | Opmerkingen | Eindklassering |
| --------- | ------------------ | ---------- | ----------- | -------------- |
| 21        | Hossein Alizadeh   |            |             |                |
| 22        | David Boily        |            |             |                |
| 23        | Artem Topchanjoek  |            |             |                |
| 24        | Uri Martins        |            |             |                |
| 25        | Niv Libner         |            |             |                |
| 26        | Anton Mikailov     |            |             |                |
| 27        | Volodymyr Starchyk |            |             |                |
| 28        |                    |            |             |                |

### Continental Team Astana
| Rugnummer | Naam                   | Prestaties | Opmerkingen | Eindklassering |
| --------- | ---------------------- | ---------- | ----------- | -------------- |
| 31        | Maxat Ayazbayev        |            |             |                |
| 32        | Jevgeni Nepomnjasjtsji |            |             |                |
| 33        | Alexandre Shushemoin   |            |             |                |
| 34        | Sergej Renev           |            |             |                |
| 35        | Marco Benfatto         |            |             |                |
| 36        | Bakhtiyar Kozhatayev   |            |             |                |
| 37        | Nurbolat Kulimbetov    |            |             |                |
| 38        | Nikita Umerbekov       |            |             |                |

### Bardiani Valvole-CSF Inox
| Rugnummer | Naam                   | Prestaties | Opmerkingen | Eindklassering |
| --------- | ---------------------- | ---------- | ----------- | -------------- |
| 41        | Enrico Battaglin       |            |             |                |
| 42        | Marco Canola           |            |             |                |
| 43        | Christian Delle Stelle |            |             |                |
| 44        | Andrea Pasqualon       |            |             |                |
| 45        | Stefano Locatelli      |            |             |                |
| 46        | Andrea Di Corrado      |            |             |                |
| 47        | Nicola Boem            |            |             |                |
| 48        | Edoardo Zardini        |            |             |                |

### Ceramica Flaminia-Fondriest
| Rugnummer | Naam             | Prestaties | Opmerkingen | Eindklassering |
| --------- | ---------------- | ---------- | ----------- | -------------- |
| 51        | Andrea Fedi      |            |             |                |
| 52        | Antonio Santoro  |            |             |                |
| 53        | Ivan Rovny       |            |             |                |
| 54        | Nicola Dal Santo |            |             |                |
| 55        | Ilya Gorodnichev |            |             |                |
| 56        | Andrea Manfredi  |            |             |                |
| 57        | Manuel Amaro     |            |             |                |
| 58        | Filippo Savini   |            |             |                |

### Colombia
| Rugnummer | Naam                | Prestaties | Opmerkingen | Eindklassering |
| --------- | ------------------- | ---------- | ----------- | -------------- |
| 61        | Alexis Camacho      |            |             |                |
| 62        | Marco Corti         |            |             |                |
| 63        | Wilson Marentes     |            |             |                |
| 64        | Carlos Quintero     |            |             |                |
| 65        | Michael Rodríguez   |            |             |                |
| 66        | Jeffrey Romero      |            |             |                |
| 67        | Juan Pablo Suárez   |            |             |                |
| 68        | Juan Pablo Valencia |            |             |                |

### IAM Cycling
| Rugnummer | Naam                  | Prestaties | Opmerkingen | Eindklassering |
| --------- | --------------------- | ---------- | ----------- | -------------- |
| 71        | Marco Bandiera        |            |             |                |
| 72        | Martin Elmiger        |            |             |                |
| 73        | Jonathan Fumeaux      |            |             |                |
| 74        | Reto Hollenstein      |            |             |                |
| 75        | Alexandr Pljoesjin    |            |             |                |
| 76        | Sébastien Reichenbach |            |             |                |
| 77        | Johann Tschopp        |            |             |                |
| 78        | Marcel Wyss           |            |             |                |

### Lokosphinx
| Rugnummer | Naam                | Prestaties | Opmerkingen | Eindklassering |
| --------- | ------------------- | ---------- | ----------- | -------------- |
| 81        | Pavel Ptashkin      |            |             |                |
| 82        | Arkimedes Arguelyes |            |             |                |
| 83        | Kiril Sveshnikov    |            |             |                |
| 84        | Dmitriy Sokolov     |            |             |                |
| 85        | Jevgeni Sjaloenov   |            |             |                |
| 86        | Alexei Rybalkin     |            |             |                |
| 87        | Boris Sjpilevski    |            |             |                |
| 88        |                     |            |             |                |

### Meridiana Kamen
| Rugnummer | Naam                | Prestaties | Opmerkingen | Eindklassering |
| --------- | ------------------- | ---------- | ----------- | -------------- |
| 91        | Patrik Sinkewitz    |            |             |                |
| 92        | Enrico Rossi        |            |             |                |
| 93        | Alberto Di Lorenzi  |            |             |                |
| 94        | Antonio Testa       |            |             |                |
| 95        | Emanuel Kiserlovski |            |             |                |
| 96        | Massimo Demarin     |            |             |                |
| 97        | Endi Širol          |            |             |                |
| 97        | Luka Grubic         |            |             |                |

### MTN-Qhubeka
| Rugnummer | Naam                       | Prestaties | Opmerkingen | Eindklassering |
| --------- | -------------------------- | ---------- | ----------- | -------------- |
| 101       | Kristian Sbaragli          |            |             |                |
| 102       | Ferekalsi Debesay          |            |             |                |
| 103       | Jacques Janse Van Rensburg |            |             |                |
| 104       | Bradley Potgieter          |            |             |                |
| 105       | Jay Robert Thomson         |            |             |                |
| 106       | Dennis Van Niekerk         |            |             |                |
| 107       | Jaco Venter                |            |             |                |
| 108       | Martin Wesemann            |            |             |                |

### Team Nippo
| Rugnummer | Naam                | Prestaties | Opmerkingen | Eindklassering |
| --------- | ------------------- | ---------- | ----------- | -------------- |
| 111       | Julián Arredondo    |            |             |                |
| 112       | Fortunato Baliani   |            |             |                |
| 113       | Alessio Camilli     |            |             |                |
| 114       | Simone Campagnaro   |            |             |                |
| 115       | Alberto Cecchin     |            |             |                |
| 116       | Tomohiro Hayakawa   |            |             |                |
| 117       | Hideto Nakane       |            |             |                |
| 118       | Leonardo Pinizzotto |            |             |                |

### Team RusVelo
| Rugnummer | Naam                | Prestaties | Opmerkingen | Eindklassering |
| --------- | ------------------- | ---------- | ----------- | -------------- |
| 121       | Pavel Kochetkov     |            |             |                |
| 122       | Ilnur Zakarin       |            |             |                |
| 123       | Sergej Klimov       |            |             |                |
| 124       | Alexander Rybakov   |            |             |                |
| 125       | Gennadiy Tatarinov  |            |             |                |
| 126       | Artem Ovetsjkin     |            |             |                |
| 127       | Andrey Solomennikov |            |             |                |
| 128       | Sergei Firsanov     |            |             |                |

### Utensilnord Ora24.eu
| Rugnummer | Naam               | Prestaties | Opmerkingen | Eindklassering |
| --------- | ------------------ | ---------- | ----------- | -------------- |
| 131       | Gabriele Bosisio   |            |             |                |
| 132       | Federico Rocchetti |            |             |                |
| 133       | Alessandro Mazzi   |            |             |                |
| 134       | Andrea Masciarelli |            |             |                |
| 135       | Simone Masciarelli |            |             |                |
| 136       | Marco Zamparella   |            |             |                |
| 137       | Omar Lombardi      |            |             |                |
| 138       | Marco Zanotti      |            |             |                |

### WSA-Viperbike
| Rugnummer | Naam              | Prestaties | Opmerkingen | Eindklassering |
| --------- | ----------------- | ---------- | ----------- | -------------- |
| 141       | Daniel Auer       |            |             |                |
| 142       | Josef Benetseder  |            |             |                |
| 143       | Wolfgang Geisler  |            |             |                |
| 144       | Markus Goetz      |            |             |                |
| 145       | Paul Lang         |            |             |                |
| 146       | Hans-Jörg Leopold |            |             |                |
| 147       | Martin Schöffmann |            |             |                |

Etappewedstrijden

 Ster van Bessèges · 
 Ronde van de Middellandse Zee · 
 Ruta del Sol · 
 Ronde van de Algarve · 
 Ronde van de Haut-Var · 
 Driedaagse van West-Vlaanderen · 
 Internationale Wielerweek · 
 Internationaal Wegcriterium · 
 Driedaagse van De Panne-Koksijde · 
 Ronde van de Sarthe · 
 Ronde van Trentino · 
 Ronde van Turkije · 
 Ronde van Asturië · 
 Vierdaagse van Duinkerke · 
 Ronde van Azerbeidzjan · 
 Szlakiem Grodòw Piastowskich · 
 Ronde van Castilië en León · 
 Ronde van Picardië · 
 Ronde van Noorwegen · 
 World Ports Classic · 
 Ronde van Beieren · 
 Ronde van België · 
 Tour des Fjords · 
 Ronde van Estland · 
 Ronde van Luxemburg · 
 Boucles de la Mayenne · 
 Ster ZLM Toer · 
 Ronde van Slovenië · 
 Route du Sud · 
 Ronde van Oostenrijk · 
 Sibiu Cycling Tour · 
 Ronde van Wallonië · 
 Ronde van Portugal · 
 Ronde van Denemarken · 
 Ronde van de Ain · 
 Ronde van Burgos · 
 Arctic Race of Norway · 
 Ronde van de Limousin · 
 Ronde van Poitou-Charentes · 
 Wielerweek van Lombardije · 
 Ronde van Groot-Brittannië · 
 Ronde van Gévaudan Languedoc-Roussillon · 
 Eurométropole Tour
Eendaagse wedstrijden

 GP La Marseillaise · 
 Grote Prijs van de Etruskische Kust · 
 Trofeo Palma · 
 Trofeo Ses Salines · 
 Trofeo Serra de Tramuntana · 
 Trofeo Platja de Muro · 
 Trofeo Laigueglia · 
 Ronde van Murcia · 
 Omloop Het Nieuwsblad · 
 Classic Sud Ardèche · 
 GP Lugano · 
 Clásica de Almería · 
 Kuurne-Brussel-Kuurne · 
 La Drôme Classic · 
 Le Samyn · 
 GP Città di Camaiore · 
 Strade Bianche · 
 Roma Maxima · 
 Ronde van Drenthe · 
 Dwars door Drenthe · 
 Nokere Koerse · 
 GP Nobili Rubinetterie · 
 Handzame Classic · 
 Classic Loire-Atlantique · 
 Grote Prijs van Cholet-Pays de Loire · 
 Dwars door Vlaanderen · 
 Route Adélie de Vitré · 
 Volta Limburg Classic · 
 Grote Prijs Miguel Indurain · 
 Ronde van La Rioja · 
 Scheldeprijs · 
 GP Pino Cerami · 
 Klasika Primavera · 
 Parijs-Camembert · 
 Brabantse Pijl · 
 GP Denain · 
 Ronde van de Finistère · 
 Tro Bro Léon · 
 Ronde van Keulen · 
 La Roue Tourangelle · 
 Rund um den Finanzplatz Eschborn-Frankfurt · 
 Ronde van de Somme · 
 ProRace Berlin · 
 Grote Prijs van Plumelec · 
 Boucles de l'Aulne · 
 Ronde van Zeeland Seaports · 
 Trofeo Melinda · 
 GP Kanton Aargau · 
 Ronde van Limburg · 
 Ronde van de Apennijnen · 
 Halle-Ingooigem · 
 Trofeo Matteotti · 
 Prueba Villafranca de Ordizia · 
 GP Industria & Artigianato-Larciano · 
 Ronde van Toscane · 
 Circuito de Getxo · 
 Polynormande · 
 RideLondon Classic · 
 GP Stad Zottegem · 
 Dutch Food Valley Classic · 
 Châteauroux Classic de l'Indre · 
 Druivenkoers Overijse · 
 Ronde van Veneto · 
 Schaal Sels · 
 Memorial Rik Van Steenbergen · 
 Brussels Cycling Classic · 
 GP Fourmies · 
 Ronde van de Doubs · 
 GP Jef Scherens · 
 Coppa Bernocchi · 
 Coppa Agostoni · 
 GP van Wallonië · 
 Ronde van de Drie Valleien · 
 Kampioenschap van Vlaanderen · 
 Memorial Marco Pantani · 
 Grote Prijs Impanis-Van Petegem · 
 GP van Isbergues · 
 GP Industria & Commercio di Prato · 
 Omloop van het Houtland · 
 Duo Normand · 
 Milaan-Turijn · 
 Ronde van Piëmont · 
 Ronde van het Münsterland · 
 Pro Cycling Marathon · 
 Ronde van de Vendée · 
 Memorial Frank Vandenbroucke · 
 Coppa Sabatini · 
 Parijs-Bourges · 
 Ronde van Emilia · 
 GP Beghelli · 
 Parijs-Tours · 
 Nationale Sluitingsprijs · 
 Ronde van Romagna · 
 Chrono des Nations